# Micah Boyd
Micah Boyd (ur. 6 kwietnia 1982 r. w Saint Paul) – amerykański wioślarz, brązowy medalista w wioślarskiej ósemce podczas Letnich Igrzysk Olimpijskich w Pekinie.

## Osiągnięcia
- Mistrzostwa Świata – Gifu 2005 – dwójka ze sternikiem – 3. miejsce[1].
- Igrzyska Olimpijskie – Pekin 2008 – ósemka – 3. miejsce[1].